# Botschaft Malis in Berlin

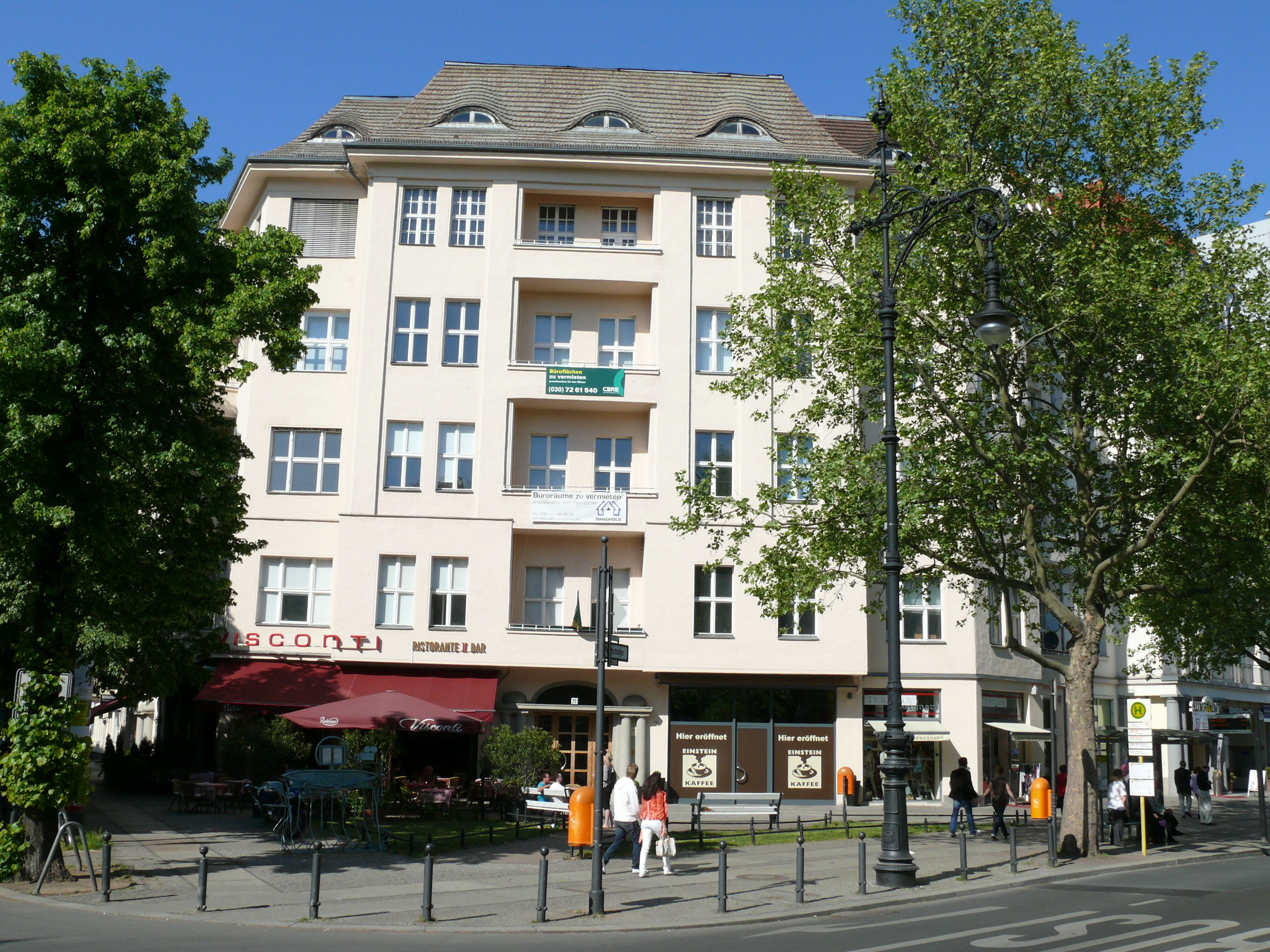
Botschaftsgebäude Kurfürstendamm 72

Die Botschaft Malis in Berlin ist die diplomatische Vertretung der Republik Mali in Deutschland. Sie hat ihren Sitz am Kurfürstendamm 72 im Ortsteil Charlottenburg des Bezirks Charlottenburg-Wilmersdorf.
Botschafter ist seit dem 20. März 2024 Cheick Mahamadou Chérif Keïta.
Mali unterhält Honorarkonsulate in Frankfurt am Main, Hamburg und München.

## Geschichte der diplomatischen Beziehungen
Die Kolonie Französisch-Sudan wurde am 22. September 1960 unter dem Namen Republik Mali unabhängig.
Am 23. September 1960 nahmen Mali und die Bundesrepublik Deutschland diplomatische Beziehungen auf. Die Botschaft hatte ihren Sitz in der Basteistraße 86 in Bonn-Bad Godesberg. Wegen des Umzugs von Bundestag und Regierung nach Berlin verlegte auch die Botschaft Malis ihren Sitz im Jahr 2002 in die neue deutsche Hauptstadt zum Kurfürstendamm 72 in Berlin-Charlottenburg.
Seit dem 19. April 1973 bestanden diplomatische Beziehungen zwischen Mali und der DDR. Sie endeten mit der deutschen Wiedervereinigung im Jahr 1990. Die Botschaft befand sich in der Heinrich-Mann-Straße 22 im Ost-Berliner Stadtbezirk Pankow.

## Botschafter (seit 2013)
- 2013, 8. Februar: Hawa Ba Keita[7]
- 2015, 11. Dezember: Toumani Djimé Diallo[8]
- 2018, 19. Juli: Oumou Sall Seck[9]
- 2024, 20. März: Cheick Mahamadou Chérif Keïta[10]

## Gebäude
Das Wohn- und Geschäftshaus am Kurfürstendamm 72 in Berlin-Charlottenburg wurde 1910/11 nach Plänen des Architekten Egon Fröhlich errichtet. Nach vereinfachtem Wiederaufbau in den 1950er Jahren erhielt es 1987 durch den Architekten Norbert Schwinski sein heutiges Aussehen. Die Botschaft Malis befindet sich im ersten Obergeschoss.